# Podomyrma convergens
Podomyrma convergens är en myrart som beskrevs av Auguste-Henri Forel 1895. Podomyrma convergens ingår i släktet Podomyrma och familjen myror. Inga underarter finns listade i Catalogue of Life.